# دنيس مارفن هام
دنيس مارفن هام هو سياسي كندي، ولد في 14 مارس 1941، وتوفي في 12 يناير 2019. حزبياً، نشط في حزب ساسكاتشوان المحافظ التقدمي. وقد انتخب عضو المجلس التشريعي من ساسكاتشوان.